# El Dorado (Shakira)
El Dorado è l'undicesimo album in studio della cantante colombiana Shakira, pubblicato il 26 maggio 2017 dalla Sony Music Latin.
L'album ha vinto un Latin Grammy al miglior album pop vocale contemporaneo nel 2017 e un Grammy Award al miglior album pop latino nel 2018.

## Descrizione
L'album, pubblicato nell'anno del quarantesimo compleanno dell'artista, è composto da tredici brani, tra cui dieci in spagnolo e tre in inglese. Molti sono gli artisti che hanno collaborato al disco, tra cui Nicky Jam, Magic!, Cashmere Cat, Black M e lo storico collaboratore di Shakira, Luis Fernando Ochoa, con il quale la colombiana ha composto quattro brani.

## Promozione
Al fine di promuovere El Dorado, Shakira ha realizzato degli eventi privati a Miami e Barcellona, al quale hanno presenziato amici e giornalisti che hanno avuto la possibilità di ascoltare in anteprima l'album. In tali eventi l'artista ha anche presentato dal vivo alcuni brani del disco, venendo accompagnata nella data di Miami anche da Nicky Jam e Prince Royce.
L'album è stato anticipato dai singoli Chantaje con Maluma e Me enamoré, usciti rispettivamente il 28 ottobre 2016 e il 7 aprile 2017. El Dorado contiene anche i singoli pubblicati con artisti in cui Shakira figurava come artista ospite: La bicicleta con Carlos Vives e Déjà vu con Prince Royce. La promozione dell'album è proseguita con i singoli Perro fiel, entrato nelle stazioni radiofoniche italiane a partire dal 29 settembre 2017, e Trap, uscito in Spagna il 26 gennaio 2018.
Inoltre la cantante inizierà il El Dorado World Tour, che la porterà in tutto il mondo da giugno 2018. Il tour sarebbe dovuto cominciare in Europa nel novembre 2017, ma a causa di un'emorragia alle corde vocali della cantante, è stato riprogrammato per il 2018.

## Accoglienza
| Recensione              | Giudizio |
| ----------------------- | -------- |
| ABC News                |          |
| AllMusic                |          |
| Knoxville News Sentinel |          |
| The National            |          |

El Dorado ha ottenuto critiche miste da parte della stampa specializzata. Stephen Thomas Erlewine di AllMusic ha elogiato l'album per la sua coerenza e maturità, moderazione e umorismo al tempo stesso. In un'altra recensione, Chuck Campbell de Knoxville News Sentinel ha considerato il disco «un solido mix di brani classici e moderni», facendo inoltre una menzione d'onore per il compositore Luis Fernando Ochoa affermando che «l'arma non tanto segreta [sono] i suoi arrangiamenti che riflettono il suo patrimonio, così come lo stato attuale della musica pop». Per Alan Raible di ABC News, Shakira continua a crescere come interprete, sviluppando una finezza adeguata, casuale, riuscendo a cimentarsi nelle tracce da club ma allo stesso tempo nell'amore delle ballad.
Secondo Joan Wallace di Latin Times El Dorado sembra «una raccolta forzata di canzoni che già abbiamo ascoltato, più altre cinque non tanto geniali». Inoltre ha criticato la carenza creativa dell'artista, molto inferiore rispetto a progetti precedenti come Pies descalzos e Laundry Service.

## Tracce
1. Me enamoré – 3:46 (Shakira, Rayito)
2. Nada – 3:10 (Shakira, Luis Fernando Ochoa)
3. Chantaje (feat. Maluma) – 3:15 (Shakira, Maluma, Joel Antonio López Castro, Kevin Mauricio Jiménez Londoño, Bryan Snaider, Lezcano Chaverra)
4. When a Woman – 3:18 (Shakira, Julia Michaels, Cashmere Cat, Justin Tranter, Kurtis Mckenzie, Jon Mills)
5. Amarillo – 3:40 (Shakira, Luis Fernando Ochoa)
6. Perro fiel (feat. Nicky Jam) – 3:16 (Shakira, Nicky Jam, Cristhian Mena, Juan Medina)
7. Trap (feat. Maluma) – 3:20 (Shakira, Maluma, Rene Cano, Kevin Mauricio, Jiménez Londoño, Bryan Snaider, Lezcano Chaverra)
8. Comme moi (feat. Black M) – 3:09 (Shakira, Black M, Nasri, Dadju, Dany Synthé)
9. Coconut Tree – 3:50 (Shakira, Luis Fernando Ochoa)
10. La bicicleta (feat. Carlos Vives) – 3:48 (Shakira, Carlos Vives, Andrés Castro)
11. Déjà vu (feat. Prince Royce) – 3:16 (Prince Royce, Daniel Santacruz, Manny Cruz)
12. What We Said (feat. Magic!) (Comme moi English Version) – 3:00 (Shakira, Black M, Nasri)
13. Toneladas – 3:09 (Shakira, Luis Fernando Ochoa)

## Classifiche

### Classifiche settimanali
| Classifica (2017)   | Posizione massima |
| ------------------- | ----------------- |
| Argentina           | 10                |
| Australia           | 92                |
| Austria             | 10                |
| Belgio (Fiandre)    | 14                |
| Belgio (Vallonia)   | 2                 |
| Canada              | 20                |
| Finlandia           | 32                |
| Francia             | 9                 |
| Germania            | 19                |
| Grecia              | 13                |
| Italia              | 12                |
| Messico             | 3                 |
| Paesi Bassi         | 20                |
| Polonia             | 16                |
| Portogallo          | 11                |
| Regno Unito         | 54                |
| Repubblica Ceca     | 14                |
| Slovacchia          | 8                 |
| Spagna              | 2                 |
| Stati Uniti         | 14                |
| Svezia              | 56                |
| Svizzera            | 3                 |
| Svizzera (Romandia) | 1                 |
| Ungheria            | 21                |

### Classifiche di fine anno
| Classifica (2017) | Posizione |
| ----------------- | --------- |
| Belgio (Fiandre)  | 137       |
| Belgio (Vallonia) | 71        |
| Messico           | 36        |
| Spagna            | 21        |
| Svizzera          | 43        |